# Roman Kościecha
Roman Kościecha (ur. 2 sierpnia 1949 w Toruniu, zm. 6 czerwca 2009 tamże) – polski żużlowiec.
Ojciec Roberta Kościechy.
Z zawodu elektryk, pracował jako kierowca autobusu w PKS oraz uprawiał kulturystykę. Starty w drugoligowej Stali Toruń rozpoczął w 1968 roku za kadencji trenera Floriana Kapały. Starał się naśladować lidera toruńskiej drużyny – Mariana Rosego. W 1971 został powołany do wojska, lecz kontynuował starty w toruńskim klubie. Od 1977 startował w GSŻ Grudziądz, a następnie w GKM Grudziądz, tam jeździł do 1981 tym samym kończąc karierę. W 1974 wraz z Janem Ząbikiem zdobył II miejsce w mistrzostwach Polski Par Klubowych II ligi.